# Karl Weber
Karl Weber   (Arth, 12 d'agost de 1712 - Nàpols, 15 de febrer de 1764) va ser un arquitecte i enginyer suís al qual es va posar al capdavant de les excavacions de Pompeia, Herculà i Estàbia sota el patronatge de Carles III quan aquest era rei de Nàpols. Els seus detallats dibuixos van proporcionar la base per a la publicació de Le Antichità di Ercolano Esposte (1757-1792), amb una gran repercussió entre la intel·lectualitat europea.
Va començar la seva activitat, col·laborant en les excavacions arqueològiques d'Herculà sota la direcció de Roque Joaquín de Alcubierre, amb qui va mantenir sempre una relació molt conflictiva; de fet, mentre aquest últim realitzava excavacions exclusivament per trobar objectes de valor, Weber va dur a terme campanyes arqueològiques molt precises, anotant i dibuixant mapes de totes les troballes. Tant és així que aquestes són encara avui de fonamental importància per a noves excavacions i el convertia en un precedent de l'arqueologia moderna. Roque Joaquín de Alcubierre es va convertir en un subordinat de Weber i va mantenir una forta rivalitat amb ell, arribant a sabotejar la feina. Després de la mort de Weber, l'arquitecte espanyol Francisco La Vega es va ser posat al capdavant de les excavacions.
El plànol que Weber va aixecar de la encara enterrada Vil·la dels Papirs d'Herculà, que estava sent explorada habitació per habitació amb destructives obertures a través de les parets cobertes de frescos, encara té validesa per entendre la seva disposició, i es va utilitzar en la construcció de la Getty Villa de Malibú.
Weber va néixer a Arth (Schwyz), dins d'una família noble catòlica suïssa. Es va educar al gymnasium de Lucerna i posteriorment va estudiar matemàtiques al Col·legi Ghislieri de Pavia. Malgrat el seu origen, no tenia rendes pròpies, i va optar per allistar-se al regiment de mercenaris suïssos establert al regne de Nàpols, on va desenvolupar tota la seva carrera. Després de pocs anys, es va examinar per a l'accés al cos d'enginyers militars i va entrar a la Guàrdia Reial com a enginyer el 1743. A finals de 1749 es va unir a l'equip que estava excavant Herculà, inicialment anomenat per Alcubierre, l'enginyer militar espanyol que dirigia les excavacions règies. A més de la Vil·la dels Papirs va recuperar la major part del Teatre d'Herculà i de la Vil·la de Giulia Felice de Pompeia, dels quals va traçar un pla axonomètric, i diverses vil·les d'Estàbia, amb criteris professionals per primera vegada a les excavacions règies.